# Wolfgang Nordwig
Wolfgang Nordwig   (Chemnitz, 27 d'agost de 1943) és un atleta alemany, ja retirat, que va competir durant les dècades de 1960 i 1970 sota bandera de la República Democràtica Alemanya. En el seu palmarès destaquen dues medalles olímpiques en salt de perxa.

## Biografia
Va néixer el 27 d'agost de 1943 a la ciutat de Chemnitz, població situada a l'estat de Saxònia, que en aquells moments formava part de les zones d'ocupació aliada a Alemanya, posteriorment de la República Democràtica Alemanya (RDA) i actualment d'Alemanya.

## Carrera esportiva
Especialista en el salt de perxa, va participar als 25 anys en els Jocs Olímpics d'Estiu de 1968 celebrats a Ciutat de Mèxic (Mèxic), on va aconseguir guanyar la medalla de bronze en la prova de salt de perxa amb un salt de 5.40 metres, rècord olímpic i empatat amb el guanyador Bob Seagren. En els Jocs Olímpics d'Estiu de 1972 realitzats a Múnic (Alemanya Occidental) va aconseguir guanyar la medalla d'or en aquesta prova amb un salt de 5.50 metres, nou rècord olímpic. La victòria de Nordwig fou la primera d'un saltador de perxa no nord-americà en la competició olímpica.
Al llarg de la seva carrera ha guanyat tres medalles d'or en el Campionat d'Europa d'atletisme i una medalla d'or en les Universíades.
Considerat el millor esportista de la RDA l'any 1972, el 17 de juny de 1970 va establir un nou rècord del món en el salt de perxa amb un salt de 5.45 metres, una alçada que superà el setembre d'aquell any i establí en 5.46 metres. El rècord fou vigent fins a 24 d'octubre del mateix any, quan el grec Christos Papanikolaou el deixà en 5.49 metres.

## Millors marques
- Salt de perxa. 5,50 metres (1972)[3]